# ロストック音楽・演劇大学
ロストック音楽・演劇大学（独：Hochschule für Musik und Theater Rostock）は、ドイツ連邦共和国メクレンブルク＝フォアポンメルン州ロストック市に所在する州立大学の一つで、ドイツ音楽大学学長協議会（Rektorenkonferenz der Musikhochschulen）に加盟している24の州立音楽大学の一つである。

## 概要

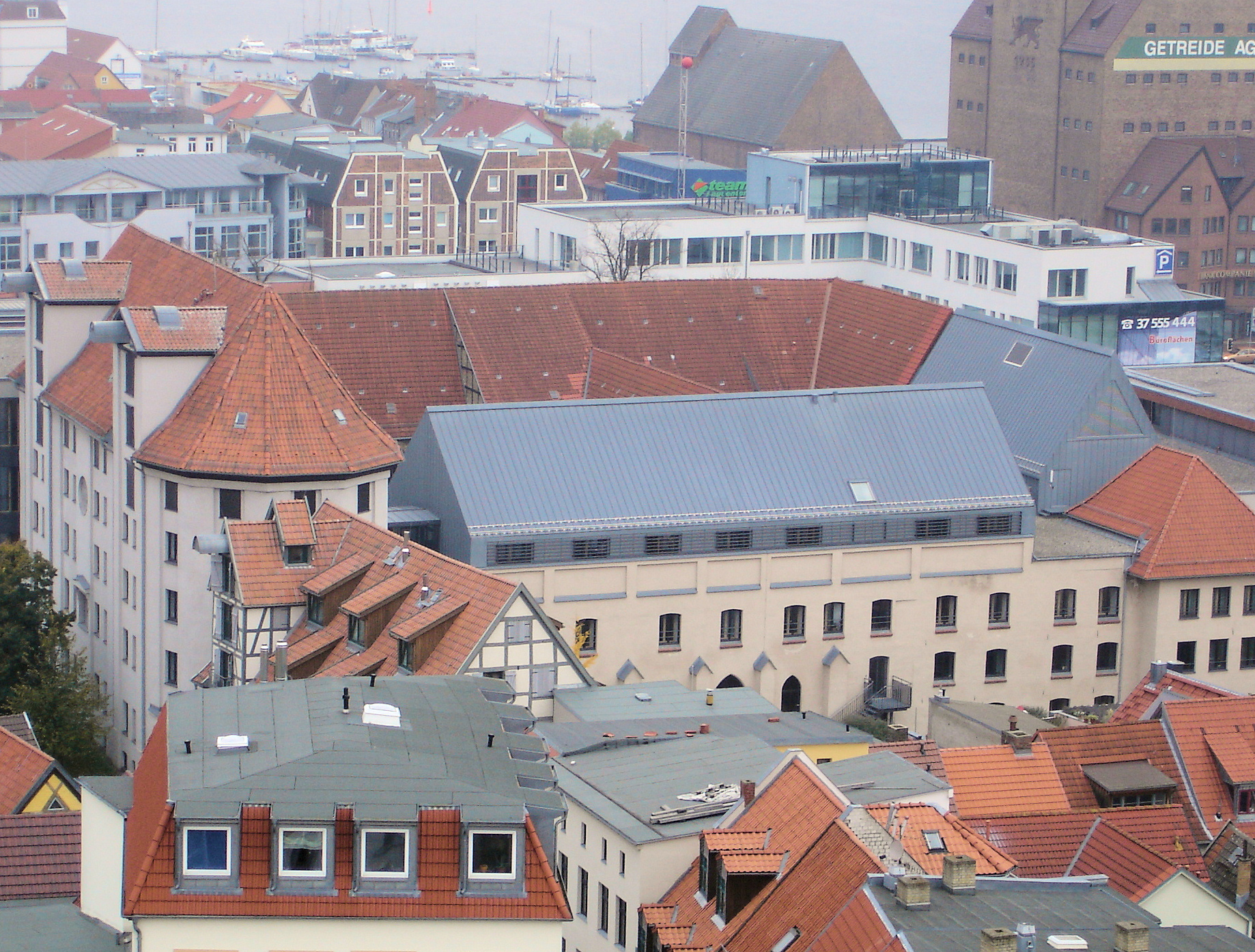

ヨーロッパ全土において人気の高い教育機関の一つとして、全世界38カ国から集まった500余名の学生が学んでおり、年間250回以上に及ぶ多種多様な公演が学内及び学外において行われている。また、1995年ロストックにて、バルト海沿岸に所在する17校の音楽大学により組織されたABAM (Association of Baltic Academies of Music) の一員であり、構成校の間で様々な取り組みが成されている。

## 沿革
- 音楽学科：1947年、作曲家ルドルフ・ヴァーグナー＝レゲニーにより音楽・演劇・舞踊大学として設立される。後にベルリン・ハンス・アイスラー音楽大学の分校となる。
- 演劇学科：ロストック演劇学校として1968年に設立される。1980年よりベルリン・エルンスト・ブッシュ演劇大学の付属校となる。
- 1994年、Prof.Wilfrid Jochims（元ケルン音楽大学教授）の尽力により両校を統合、ロストック音楽・演劇大学として設立される。Prof.Wilfrid Jochims、初代学長に就任。暫定的にUlmenstraßeとam Bussebartに所在していた２つの建物内に学舎を設置。
- 1995年、増え続ける学生と教授陣にとって、もはや窮屈になっていたこれらの学舎に対し、聖カタリーナ修道院（St.Katharinenstift）を音楽・演劇大学用の建物として改修する事が決定する。
- 1997年から2000年にかけて、同修道院の改修工事が行われる。
- 2001年4月、2つに分かれていた旧学舎から、大改修を受けロストック音楽・演劇大学の新学舎へと生まれ変わったSt.Katharinenstiftへ、大学を挙げての引越が行われる。
- 2004年6月、Prof.Christfried Göckeritz学長就任。

## 学科構成
- 音楽学科
- 音楽学と音楽教育学科
- 演劇学科

## 学舎
- ザンクト・カタリーネンシュティフト（聖カタリーナ修道院、St.Katharinenstift）
  - 1223年から1243年にかけて、カトリックのフランシスコ会修道士により修道院の一部としてSt.Ktharinen Kirche（ザンクト・カタリーネンキルヒェ：聖カタリーナ教会）が建設される。
  - 1534年、宗教改革による修道士の追放以後、この修道院は救貧院として利用される。
  - 1624年、修道院の部屋は孤児院として整備され、使用される。
  - 1677年に街全体を襲った大火により教会堂の内陣はほぼ全壊の被害を受ける。内陣の建物と身廊の壁だけが少し残った。
  - 1728年から孤児院の一部が監獄兼作業所として使用される。
  - 1804年から、それとは別の一部が教員養成及び工業学校として使用される。
  - 1807年から1808年まで、教会はフランス軍の野戦病院として使用される。
  - 1825年、建物の改修後、精神病院として使用される。
  - 1920年始め、メクレンブルク地方で最古であったこの精神病院は閉業され、1990年まで老人ホームとして使用されていた。
  - 1995年、メクレンブルク＝フォアポンメルン州政府によりハンザ同盟都市ロストックとの合意の元、歴史文化価値の非常に高いこの建物を、ロストック音楽・演劇大学の新学舎として改築することが決定する。
  - 1997年から2000年にかけて、3年の歳月がかけられ旧建物内部はリフォームされ、新しい建物も増築された。設計を担当したBraun&Voigt建築設計事務所による根本原理は、『新しいものと古いものを互いに混ぜ合わせない』というものだった。
  - 2001年4月、公式に落成式が行われる。中庭は野外での催し物に対応できるようになり、かつての食堂はOrgelsaalへ、そして広大なゴシック様式による寄宿舎はKammermusiksaalへと改築された。また図書館には、世間離れした空間と十分な書斎がアーチ状の天井を備えるかつての懺悔の間に作られており、集中するには理想の場である。

この修道院の改修はロストックの旧市街にとって、またロストック音楽・演劇大学にとっての新しい故郷・誇りとして、大きな成果を挙げている。

## 主要施設
- ザンクト・カタリーネンザール（St.Katharinensaal）
300人から420人収容可能な劇場兼コンサートホール。格納式オーケストラ迫り、照明装置、デジタル録音スタジオ等を備えており、様々な公演に対応している。
- カンマームジークザール（Kammermusiksaal）
客席数98を擁する室内楽専用ホール。
- オルゲルザール（Orgelsaal）
オルガンの設置された小ホール。客席数98を擁する。

## 著名な教員
- ルドルフ・ヴァーグナー＝レゲニー - 作曲家